# 남원 양대박 부자충의문
남원 양대박 부자충의문(梁大撲 父子忠義門)은 대한민국 전북특별자치도 남원시 주생면 상동리에 있는 조선 중엽의 충신 양대박과 그의 아들을 추모하여 1796년에 세운 정려이다. 2000년 11월 17일 전라북도의 문화재자료 제170호로 지정되었다.
양대박(梁大樸, 1543년 ~ 1592년)은 조선 중기의 의병장으로 자는 사진, 호는 송암과 죽암, 하곡, 청계도인, 시호는 충장이다.
양대박장군은 학관 출신으로 1592년 임진왜란이 일어나자 가재를 털어 의병 50명을 모아 전라도 담양의 고경명과 합류하여 군사를 동원하였다. 진주에서 의병 2000명을 모았으나 의병 모집 때의 과로로 진산의 진중에서 객사하였고, 사후 정조 때 병조판서에 추증하였다.
양청계는 글씨와 문장에 뛰어났다. 특히 그가 지은 임란왜란의 창의격문(倡義檄文)은 문장의 유려함과 기개의 고결함으로 이름이 높다. 『청계집(靑溪集)』과 『창의록(倡義錄)』을 왕명으로 간행케 하고 조정에서 보관하게 하였다. 그 유적으로는 “부자충의문”과 청계집, 양대사마실기 등과 만여편에 이르는 한시가 있었다고 하나 유실되고 현재는 200여편이 남겨졌다고 한다.
△남원문화대학은 이후 수강생들과 함께 양대박 장군의 묘소, 용장서원, 청계계곡, 영사정 그리고 운암전투지 등을 답사하였다.
△양대박 장군의 묘소는 남원시 왕정동 한우물 마을 북편 남원양씨 선산에 자리한다. 묘소앞에서 양대박 장군에 관련한 집안어른의 설명을 듣고 답사팀은 기념촬영을 하였다.
△부자충의문은 조선 중엽의 충신 양대박과 그의 아들을 추모하여 1796년에 세운 정려문이다. 양대박은 임진왜란때 남원에서 모은 의병을 지휘하여 운암전투에서 왜병을 격파하였고, 그의 아들 경우는 군량미를 모아 명나라 군대에 제공하였다. 건물 앞면에 팔각으로 다듬은 돌기둥을 사용한 것이 특이하며, 건물 안에는 양대박 부자가 행한 충절의 내용을 기록한 비석이 들어있다. 부자충의문앞에서 기념촬영을 하였다.
△용장서원(龍章書院)은 고려 목종 때 김치양 일파의 난으로 은거한 절의의 충신 양능양(梁能讓)을 주벽(主壁)으로 하여 고려 때 삼별초의 난을 평정한 양주운(梁朱雲)과 고려 후기에 대사성을 지낸 김구용(金九容), 임진왜란 때의 공신 양대박(梁大樸)을 봉안하고 있다. 매년 음력 3월 17일 제사를 지내고 있다.
△청계동계곡은 「청계 양대박장군」이 의병을 양성하고 활동하였던 곳이다. 현재는 옛 양대박장군의 의병양성지로서의 의미보다는 빼어난 경관으로 유원지로서 개발하여 많은 피서객들의 발길이 이어지고 있다.
△영사정에서...양대박장군은 학관출신으로 한시를 만여편을 지었다고 전한다. 현재 발견된 한시만도 200여편이 넘는다고 하는데 영사정의 팔경도(신잠선생(노옥계의 자형)이 그린 것으로 추정 됨) 그림과 같은 양청계의 팔경시가 있는데 그 그림을 보고 시를 썼다고 추정하고 있다.
△양대박장군이 그림을 보고 영사정8영시를 지었다고 하는 그림편람을 설명하고 있는 안상현 남원문화대학 학장님
△양대박장군이 운암전투에서 왜적을 무찌른 대승지에는 이를 기념하는 기념비가 세워져 있다.
양대박부자충의문(梁大撲父子忠義門)
성  격 : 전라북도 문화재자료 제 170 호(조선시대)
지정일 : 2000. 11. 17
소재지 : 전북 남원시 주생면 상동리 530
양대박부자 충의문은은 조선시대 왕조에서 하사한 정려의 성격으로 조선 중엽의 임진왜란, 정유재단 당시의 충신 양대박과 그의 아들을 추모하여 1796년에 세운 정려다.
건축적자료로는 정면 1칸, 측면 1칸의 겹처마 맞배지붕으로서 전면은 8각으로 치석한 돌기둥을 사용하였는데, 기둥의 높이는 180cm 정도다. 정려각의 네 면은 관에서 관리한 홍살로 꾸며져 있으며, 정면에 “부자충의문(父子忠義門)”이라는 현판이 걸려있다.
내부에는 양대박 부자가 행한 충절의 내용을 기록한 1기의 비석과 3점의 현판이 있는데 비석의 크기는 141×55×25cm 정도이다.
양대박 장군은 남원을 대표하는 조선시대 충신으로 임진왜란(1592년) 때 남원에서 1,000여명의 의병을 모아 운암전투에서 왜병을 격파하였고 그의 아들 양 경우(慶遇) 역시 군량미를 모아 조명연합군인 명나라 군대에 제공하는등 뛰어난 활약을 보인바 있다.
이 정려문은 전면에 팔각으로 다듬은 돌기둥을 세운 것이 특이하며 공포의 형태나 화반(花盤)의 모습, 전체 외관은 조선 후기의 건축 양식을 따르고 있다.

## 참고 자료
- 양대박부자충의문 - 국가유산청 국가유산포털